# NordStar Airlines
NordStar, ufficialmente JSC NordStar Airlines (in russo: Акционерное общество «Авиакомпания« НордСтар ») è una compagnia aerea russa con sede a Noril'sk. La sua base principale è l'aeroporto di Alykel.

## Storia
NordStar è stata fondata da Norilsk Nickel ed è stata lanciata il 17 dicembre 2008, sulla base delle compagnie aeree locali della penisola di Taimyr. NordStar ha sostituito KrasAir come la più grande compagnia aerea del Krasnoyarsky Kray.
Ha operato il suo primo volo il 17 giugno 2009, da Noril'sk a Mosca Domodedovo e Krasnoyarsk.
Dal 2015, NordStar Airlines partecipa al programma di sussidi per i voli regionali in conformità con il decreto del governo russo n. 1242 e opera voli verso le regioni limitrofe al territorio di Krasnoyarsk.

## Destinazioni
Al 2021, NordStar Airlines opera voli nazionali e internazionali verso Armenia, Azerbaigian, Egitto ed altri stati della Comunità degli Stati Indipendenti.

### Accordi di code-share
Al 2021, NordStar Airlines ha accordi di code-share con:
- Red Wings Airlines
- S7 Airlines
- Utair

## Flotta

### Flotta attuale

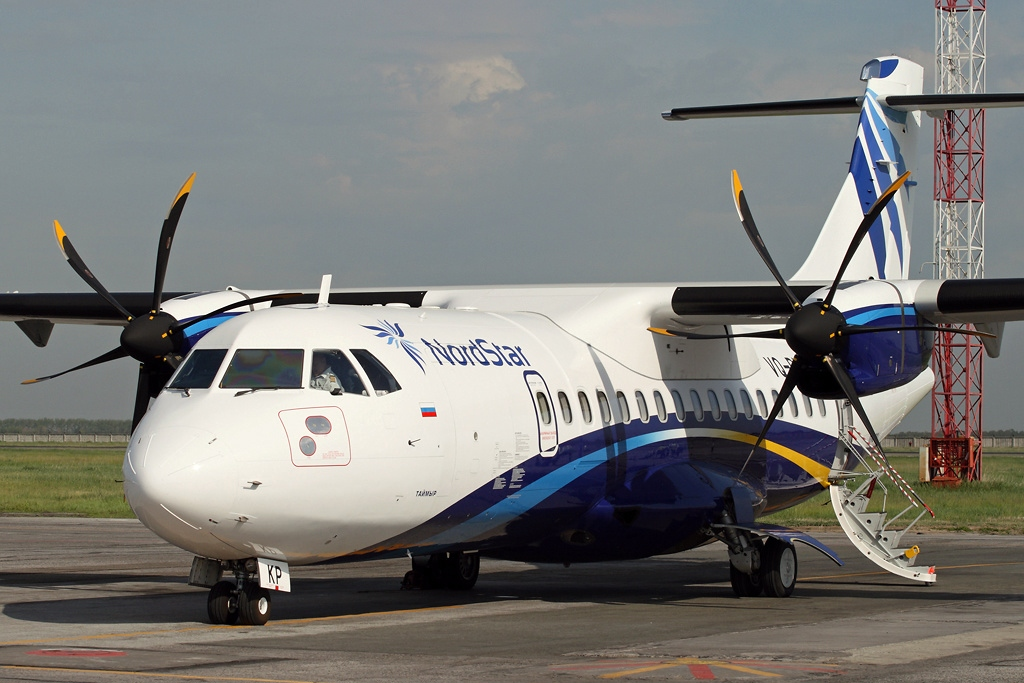
Un ATR 42-500.

A maggio 2025 la flotta di NordStar Airlines è così composta:

### Flotta storica
NordStar Airlines operava in precedenza con:
- Antonov An-2
- Antonov An-3
- Antonov An-12
- Antonov An-26
- ATR 42-500